# Assistente de vagões

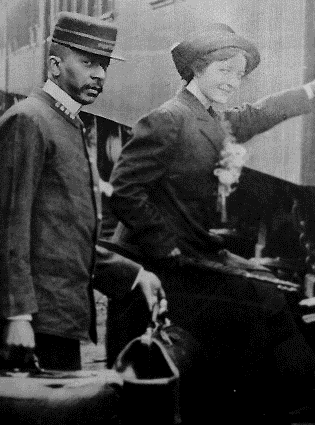
Um assistente de vagões auxiliando uma passageira com sua bagagem.

Assistentes de vagões eram homens que eram contratados para ajudar os passageiros nos vagões dormitórios. Durante a Guerra Civil Americana, George Pullman fez com que ex-escravos trabalhassem em seus vagões dormitório. Os assistentes de vagões trabalharam nas ferrovias americanas por aproximadamente 100 anos, do final da década de 1860 a segunda metade do século XX. Até os anos 1960, os assistentes de vagão eram exclusivamente negros, e têm sido glorificados pelo desenvolvimento da classe média negra nos Estados Unidos.
Sob a liderança de Asa Philip Randolph, os assistentes de fundaram a primeira união negra, a Irmandade dos Assistentes de Vagões Dormitórios em 1925. A fundação dessa união foi instrumental no avanço do Movimento dos Direitos civis.

## História

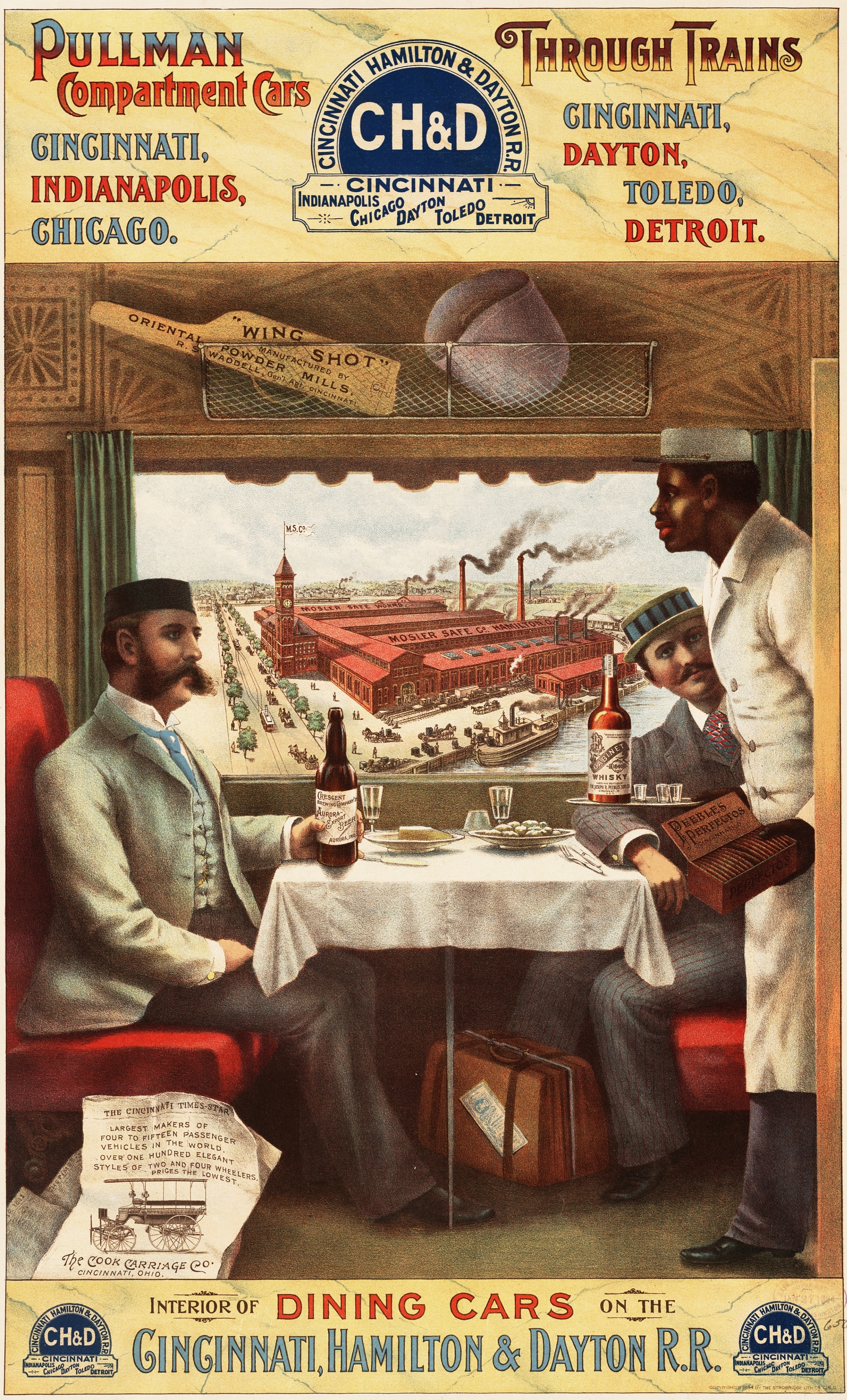
Anúncio publicitário de Pullman de 1894

Antes de 1860, a concepção de vagões dormitórios não foi muito imaginada. George Pullman foi o pioneiro das acomodações para dormir nos trens, e no final da década de 1860, ele estava contratando apenas afro-americanos para servir como assistentes. Após a guerra civil encerrada em 1865 Pullman sabia que havia uma larga procura de trabalho por ex-escravos; ele também tinha uma concepção racial muito clara. Ele estava ciente de que a maioria dos americanos, ao contrário dos ricos, não tinham servos pessoais em suas casas. Pullman também sabia que os ricos estavam acostumados a serem servidos por garçons ou mordomos, mas os empregados de Pullman que eram funcionários "adequadamente humildes" eram algo que a classe média americana nunca havia experimentado. Assim, parte dos apelos das propagandas para viajar em vagões dormitório era ter uma experiência das altas classes. Desde o início, os assistentes foram destaque nos anúncios de Pullman que promoviam o seu novos vagões dormitório.